# 布莱西
布莱西（法語：Blessy，法語發音：[blɛsi]）是法国上法蘭西大區加来海峡省的一个市镇，属于贝蒂讷区。

## 地理
布莱西（50°36'54"N, 2°19'55"E）面积5.39 平方千米，位于法国上法蘭西大區加来海峡省，该省份为法国北部沿海省份，西北濒北海，南至索姆省，东临北部省。
与布莱西接壤的市镇（或旧市镇、城区）包括：利斯河畔艾尔、列特尔、马梅、维泰尔讷斯、埃特雷布朗什、昂坎莱吉讷加特。

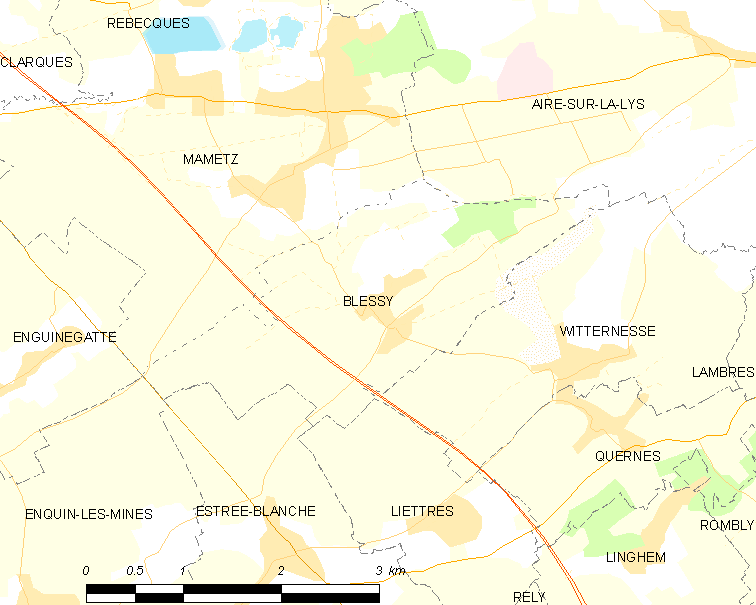
布莱西的OSM定位图

布莱西的时区为UTC+01:00、UTC+02:00（夏令时）。

## 行政
布莱西的邮政编码为62120，INSEE市镇编码为62141。

## 政治
布莱西所属的省级选区为利斯河畔艾尔县。

## 人口

1962-2008年间布莱西人口变化图示

布莱西于2022年1月1日时的人口数量为904人。